# 445

## Събития
- Атила възгласява хунския племенен съюз